# Haworthia maraisii
Haworthia maraisii es una especie de planta suculenta perteneciente a la familia Xanthorrhoeaceae. Es originaria de Sudáfrica.

## Descripción
Es una planta suculenta perennifolia que alcanza un tamaño de 3 a 45 cm de altura. Se encuentra a una altitud de entre 0 a 1500 metros en Sudáfrica.

## Taxonomía
Haworthia maraisii fue descrita por  Karl von Poellnitz y publicado en Repert. Spec. Nov. Regni Veg. 38: 194, en el año 1935.
Variedades aceptadas
- Haworthia maraisii var. maraisii
- Haworthia maraisii var. meiringii M.B.Bayer
- Haworthia maraisii var. notabilis (Poelln.) M.B.Bayer

Sinonimia
- Haworthia magnifica var. maraisii (Poelln.) M.B.Bayer[4]